# Rekon
Rekon – jednostka rekombinacji genetycznej, najkrótszy odcinek genu (jedna para nukleotydów), który jest wymieniany między allelami w procesie crossing-over, ale sam jest w tym procesie niepodzielny.